# Rusiłów (obwód lwowski)
Rusiłów (ukr. Русилів) – wieś w obwodzie lwowskim, w rejonie złoczowskim na Ukrainie.
Do 2020 w rejonie buskim. 

## Położenie
Na podstawie Słownika geograficznego Królestwa Polskiego i innych krajów słowiańskich: wieś w powiecie kamioneckim, położona 6 km na południe od Krasnego i dalej Buska i na północ od Bałuczyna.